# アジアユースカルチャーセンター
アジアユースカルチャーセンター（Asia Youth Culture Center 略称AYCC）は、2005年6月に福岡県が設立した、ポップミュージック、ファッション、アニメ、まんが、ゲームなど、アジアとの若者文化交流の推進をおこなう任意団体である。

## 概要
アジアユースカルチャーセンターは、福岡県国際交流局が所管する地方自治体初の海外との若者文化交流を推進するために設立された団体である。
主たる事業は、多言語サイト「アジアンビート」(asianbeat)の運営、アジアンビートフェスタの開催、ヂカギキの開催、海外若者のイベント招聘、コスプレ大使のアジア派遣などである。
また、吉田カバン、パルコ、ムーンスターなどと博多織や久留米絣の素材を使用したオリジナル商品開発も行っている。

## 沿革
- 2002年12月24日 - 福岡県・北九州市・福岡市によるトップ会談において、大都市圏が備えるべき条件のひとつとして「豊かな食文化またポップス、アニメ、デジタルアート、ファッションなどの躍動する東アジア若者文化を育み、世界に発信する文化創造都市」があげられる。
- 2004年 - 「第四大都市圏アジア交流推進懇話会・若者文化研究会」を設置。
- 2005年3月 - 研究会より若者文化情報発信センターの設置について、答申がなされる。
- 2005年3月 - 韓国・ソウルで開催された『日韓スローミュージックの世界』に手嶌葵を派遣。後のデビューのきっかけとなる。
- 2005年6月10日 - アジアユースカルチャーセンター設置。
- 2005年9月30日 - 多言語サイト「アジアンビート[リンク切れ]」を開設。
- 2005年11月 - タイ・ファットフェスティバルへ東田トモヒロを同センターとして初めて海外派遣。
- 2006年3月 - ソウル、プサン、北京、上海、台北、香港、バンコク在住の若者を若者文化大使として任命。
- 2008年6月12日 - 専門プロデューサー3名(最首英裕、村上亮、後山泰一)を任命。
- 2008年11月1日 - 韓国から新進気鋭の漫画家朴素熙を招聘。セミナー開催。
- 2009年4月20日 - 海外インターネット通販開始。
- 2009年8月9日 - amadana主宰熊本浩志を講師に迎え、ヂカギキ初開催。
- 2009年8月22日 - 天神中央公園アジアンビートフェスタ初開催。
- 2009年10月30日 - 吉田カバンと博多織を使用したコラボレーションバッグを開発、販売。
- 2010年1月21日 - アジアとの若者文化交流促進に、コスプレ大使3名を委嘱。
- 2010年3月11日 - ムーンスター、パルコと久留米絣を使用したコラボレーションシューズを開発、販売。
- 2010年8月20日 - テレビ番組asianbeat presents 「KIRA KIRA ASIA」を日本・中国で同時放送開始。
- 2010年9月 - サンセットライブ、げんべいとコラボレーションしたビーチサンダルをパルコと共同プロデュース。
- 2010年11月7日 - 第1回コスドルアジアNo.1決定戦開催。
- 2010年12月10日 - タイBIG MOUNTAIN MUSIC FESTIVBAL（GMM Grammy主催）へFMF優勝の理映子を派遣。
- 2011年1月31日 - 世界セイフク計画始動。制服メーカーコノミ、ヱヴァンゲリヲンとのコラボ制服をプロデュース。
- 2011年7月1日 -  吉田カバンと博多祇園山笠を使用したコラボレーションバッグを開発、販売。
- 2011年10月23日 -  天神中央公園にて、ASIA VOCALOID FESTA[リンク切れ]を開催。
- 2012年3月25日 -  福岡アジアコレクション(FACo)とコラボして、asianbeat・FACoカワイイ大使6名を中国、タイ、台湾から招聘。